# Оленовка (Луганская область)
Оленовка (укр. Оленівка) — село, относится к Перевальскому району Луганской области Украины. Де факто — с 2014 года населённый пункт контролируется самопровозглашённой Луганской Народной Республикой.

## География
Село расположено на левом берегу реки Лозовой, правого притока Лугани (бассейн Северского Донца), к западу от города Зоринска. Соседние населённые пункты: посёлок Червоный Прапор, Южная Ломоватка на северо-западе; посёлки Вергулёвка на западе, Комиссаровка и село Вергулёвка на юго-западе (все три выше по течению Лозовой), посёлки Софиевка и Центральный на юге, Байрачки и село Малоивановка на юго-востоке, города Зоринск (ниже по течению Лозовой) на востоке и Брянка на северо-востоке.

## Общие сведения
Занимает площадь 1,223 км². Почтовый индекс — 94321. Телефонный код — 6441. Код КОАТУУ — 4423684405.

## Население
Население по переписи 2001 года составляло 264 человека.

## Местный совет
94320, Луганская обл., Перевальский р-н, пос. Червоный Прапор, ул. 50 лет Октября, 2а.